# Monkey Business (album)
 For alternative betydninger, se Monkey Business. (Se også artikler, som begynder med Monkey Business)
Monkey Business er det fjerde studiealbum udgivet af Black Eyed Peas, og er udgivet den 30. maj 2005 i Europa. 
Det er mere eller mindre fastlagt at der udgives i alt 6 officielle singler fra dette album, hvoraf der indtil videre er udgivet 4.
"Gone Going" inkluderer en sampling af Jack Johnsons sang "Gone" fra hans album On and On, der udkom i 2003. Han synger omkvædet fra sangen.

## Spor
1. "Pump It"
2. "Don't Phunk with My Heart"
3. "My Style"
4. "Don't Lie"
5. "My Humps"
6. "Like That"
7. "Dum Diddly"
8. "Feel It"
9. "Gone Going" featuring Jack Johnson
10. "They Don't Want Music"
11. "Disco Club"
12. "Bebot"
13. "Ba Bump"
14. "Audio Delite at Low Fidelity"
15. "Union"